# Cube (videogioco)
Cube è uno sparatutto in prima persona, nonché il nome del suo motore grafico che è distribuito sotto la licenza open source. Gioco e motore grafico sono stati sviluppati da Wouter van Oortmerssen.
Può essere eseguito su vari sistemi operativi, inclusi Microsoft Windows, Linux, FreeBSD, macOS e anche Pocket PC con accelerazione 3D, come Dell Axim x50v. Usa OpenGL e SDL. Cube vanta inoltre le modalità singleplayer e multiplayer. Il gioco contiene un editor di livelli integrato.
Originariamente distribuito nel 2001 con la sola modalità multiplayer, fu successivamente distribuito con l'aggiunta di quella a giocatore singolo nel gennaio 2002. L'ultimo aggiornamento risale al 29 agosto 2005.

## Motore grafico
Il motore grafico Cube è stato ottimizzato per ambientazioni esterne, ciò significa che è designato per mappe ambientate all'esterno al contrario di Doom e Quake.
Usa un mondo pseudo-3D come il Doom Engine, basato su una mappa di altezza bidimensionale. Questo porta a diverse limitazioni (come l'assenza di stanze sovrapposte), ma permette piani inclinati e alcuni elementi 3D utilizzabili per rimediare alle mancanze. Il motore è basato sulla filosofia della "zero-precalcolazione", ovvero tutti i dati della mappa sono interpretati in maniera dinamica, senza il bisogno di essere preventivamente calcolati: questo permette la modifica dei livelli in tempo reale.

## Stile di gioco
Nell'ultima versione rilasciata il 29 agosto 2005, sono incluse 37 mappe SP (SinglePlayer) e 65 mappe DM (DeathMatch), per un totale di 102 mappe.
Il Multiplayer usa un network del codice di gioco (chiamato ENet ) e un modello che prevede una robusta struttura per il client e una struttura più sottile per il server.

### Modalità giocatore singolo
Questa modalità ne include due. Una semplice, con giocatore singolo nel quale oggetti e mostri non si rigenerano e hanno una posizione fissa; un'altra in stile scontro mortale dove ci sono normalmente un numero fisso di mostri, 10 per abilità di livello, e oggetti che si rigenerano.

### Modalità multiplayer
La modalità multiplayer include dodici modalità:
- "Free For All": per partite tutti contro tutti o duelli. Modalità spesso usata per preparazione al combattimento o per formare le squadre.
- "Coop Edit": i giocatori possono modificare le mappe assieme agli altri in tempo reale.
- "Teamplay": come Free For All, ma il giocatore può scegliere a quale squadra unirsi.
- "Instagib": tutti i giocatori cominciano con un fucile a piene munizioni e 1 punto vita. Non ci sono oggetti raccoglibili disponibili (non a squadra e a squadra).
- "Efficiency": tutti i giocatori hanno 2 pacchi di munizioni, ognuno dei quali con 256 punti vita (non a squadra e a squadra).
- "Insta Arena": se il giocatore viene ucciso rimane morto fino a quando un solo giocatore (o squadra) rimane in vita, dando inizio ad un nuovo round; ogni giocatore ha solo il fucile e i pugni (non a squadra e a squadra).
- "Tactics Arena": come Insta Arena, ma ogni giocatore ottiene a turno due delle quattro possibili armi (con i pugni, l'arma melee), e due pacchi di munizioni ciascuna (non a squadra e a squadra).

## Accoglienza
Cube è stato recensito positivamente da LinuxDevCenter nel 2002 e premiato col "Happypenguin Award" per "Miglior Gioco d'Azione Gratuito in 3D" dal The Linux Game Tome nel 2003. MacUpdate valutò l'ultima versione del gioco 4.5 come migliore di 5.

## Ulteriore sviluppo
- Cube 2: Sauerbraten, pubblicato nel 2004, è il successore ufficiale di Cube e come suggerisce il nome, esso usa una versione più aggiornata dello stesso motore grafico.
- Intel ha reso compatibile il gioco per OpenGL ES in modo da presentare un nuovo chipset mobile 3D al Game Developers Conference nel 2005.[4][9]
- Cube è stato usato in un corso per computer scientifici alla Brown University nel 2006.[10]
- Nel Novembre del 2006 è stata pubblicata una versione libera del gioco Cube, chiamata AssaultCube.
- È stata sviluppata una tecnologia demo (A Cube port) per iPhone nel 2008, ed è stata distribuita sull'App Store per iPhone il 18 novembre dello stesso anno.[11][12]
- Tesseract deriva da Cube 2: Sauerbraten ed è considerato il suo successore. La prima edizione è stata pubblicata nel 2014. Questa versione del motore grafico usa moderne tecniche di renderizzazione e supporta funzionalità come l'illuminazione globale, high-dynamic-range lighting, deferred shading, temporal e multisample antialiasing e molto altro.[13]